# Sitochroa urmiensis
Sitochroa urmiensis is een vlinder uit de familie van de grasmotten (Crambidae), uit de onderfamilie van de Pyraustinae. De wetenschappelijke naam van deze soort is voor het eerst voorgesteld door Helen Alipanah in een publicatie uit 2020.
De soort komt voor in Iran (West-Azerbeidzjan).